# Iciligorgia koellikeri
Iciligorgia koellikeri är en korallart som först beskrevs av Studer 1878.  Iciligorgia koellikeri ingår i släktet Iciligorgia och familjen Anthothelidae. Inga underarter finns listade i Catalogue of Life.